# بابی موینیهان
بابی موینیهان (انگلیسی: Bobby Moynihan؛ زادهٔ ۳۱ ژانویهٔ ۱۹۷۷) یک هنرپیشه اهل ایالات متحده آمریکا است. وی از سال ۲۰۰۲ میلادی تاکنون مشغول فعالیت بوده‌است.
از فیلم‌های معروف او می‌توان به بازی در فیلم هنگامی که در رم، خواهران، اهداکننده، تابستان جزیره استاتن و بزرگسالان مبتدی اشاره کرد.